# Myst 5: End of Ages
Myst V: End of Ages es un videojuego de aventura, y la quinta y última entrega de la serie Myst. El juego fue desarrollado por Cyan, publicado por Ubisoft, y liberado para las plataformas Macintosh y Windows PC el 20 de septiembre de 2005. Al igual que en anteriores juegos de la serie, End of Ages consiste en navegar por los mundos conocidos como "Eras" a través del uso de libros y artículos especiales que actúan como portales. En cada era, el jugador resuelve puzles y descubre pistas ocultas en la historia de la era o por escrito en libros y diarios. Las acciones del jugador en el juego deciden el destino de la antiquísima civilización D'ni.
A diferencia de anteriores títulos de la serie Myst, End of Ages sustituye entornos pre-renderizados con mundos 3D renderizados en tiempo real, permitiendo a los jugadores desplazarse libremente por la Edad. Además, los rostros de los actores que realizaron el audio fueron mapeados digitalmente en tres dimensiones para preservar el realismo. Cyan prestó atención a hacer el juego más accesible a nuevos jugadores mediante la adición de múltiples métodos de navegación y una cámara dentro del juego. El creador de Myst, Rand Miller, decidió dar los jugadores la capacidad de decidir el destino de los personajes del juego como un regalo a los fanes de la saga.
End of Ages fue positivamente recibido una vez liberado al público. A pesar de las denuncias, como la interactividad disminuida en comparación con anteriores juegos y gráficos más pobres, las publicaciones MacWorld, Computer Gaming World, y The Washington Post consideraron al juego un final digno de la serie. Después del estreno de End of Ages, Cyan abruptamente anunció el fin del desarrollo de software y el despido de la mayoría de su personal, pero fue capaz de recontratar gran parte del equipo de desarrollo unas pocas semanas más tarde. Incluyendo la última parte de la saga, la franquicia Myst ha vendido más de 12 millones de copias hasta noviembre de 2007.

## Modo de juego
Myst V: End of Ages es un juego de aventuras en primera persona con elementos de juego de rol. Los jugadores viajan a través de varios mundos conocidos como "Eras", resolviendo puzles y recolectando pistas por la lectura de libros o la observación del entorno. End of Ages ofrece a los jugadores tres modos de navegación para explorar. El primero, "Classic mode", usa el mismo esquema de controles de Myst y Riven, las Eras están divididas en áreas de interés, o nodos, y la vista del jugador está enlazada a cada una. De este modo, los jugadores viajan de nodo en nodo haciendo clic en porciones de la pantalla. El modo "Classic Plus" es el utilizado en los episodios de la saga Myst III: Exile y Myst IV: Revelation. El mismo consiste en viajar como el anterior a los diferentes nodos del juego, pero con la particularidad de poder rotar la vista 360º desde cada localización. El último modo de navegación, conocido como "Free look" o "Advanced mode", permite a los jugadores navegar y observar la Edad libremente. En el teclado, las teclas WASD se utilizan para caminar hacia delante, hacia atrás y hacia los lados, mientras que el ratón cambia el punto de vista.
Un nuevo aspecto mecánico del juego es el uso de una tabla de piedra encontrada en todas las Eras. Estas tablas son usadas para tallar formas y símbolos mediante el ratón, y así poder comunicarse con una oscura raza de criaturas conocida como la Bahro. Los Bahro pueden entender algunos de los símbolos dibujados en la tabla y responder a ellos, o pueden recuperarla y devolverla a donde se encontraba, si es que el jugador la desecha. Algunos símbolos de la misma pueden producir cambios ambientales, como lluvias o el aumento del viento, lo que es necesario a la hora de resolver algunos puzles. La tabla no se puede llevar en todas partes debido a su tamaño. Por ejemplo, el jugador tendrá que dejarla detrás de él si quiere subir una escalera.
End of Ages tiene varias características diseñadas para ayudar a los jugadores completar los puzles. Para recordar claves o ítems importantes, los jugadores pueden utilizar una cámara para tomar capturas de pantalla, que luego son colocadas en un diario que el jugador puede acceder en cualquier momento. También, las interacciones del jugador con otros personajes de la historia son similarmente guardadas en otro diario, también accesible. Las páginas de este diario están narradas por la voz del personaje, y las páginas perdidas del diario aparecen traslúcidas en los menús.

## Argumento
El juego comienza cuando el jugador responde a una carta de un desanimado Atrus. Atrus es un escritor especial, él es capaz de escribir unos libros especiales que sirven como portales a otros mundos llamados eras. Uno de esos volúmenes especiales llamado Myst, el protagonista de la primera parte de esta saga, se encuentra sellado en una de las ruinas D'ni. Los D'ni eran una antigua civilización que tenía la capacidad de fabricar estos libros, pero su sociedad se derrumbó gracias a un conflicto político; Atrus y su familia han estado tratando de restaurar la ley D'ni y han creado una era-hogar para los supervivientes, conocida como Releeshan.
Dentro de la caverna de los D'ni, el jugador encuentra una extraña tabla de piedra. Yeesha, la hija de Atrus, aparece y explica que las leyendas señalan que, a fin de restablecer plenamente a los D'ni, alguien conocido como el Creador debe utilizar la tabla. El artefacto tiene la capacidad de controlar totalmente a una misteriosa raza esclavizada conocida como la Bahro. Como Yeesha cometió el error de desbloquearla, ya no tiene control sobre ella; Es entonces cuando al jugador le es encomendada la misión de descubrir el verdadero poder de la tabla. Después de dejar a Yeesha, el jugador conoce a D'ni llamado Esher, que dice al jugador que Yeesha no es de fíar, y menos para darle la tabla.
Ante los encomiendos de Yeesha y Esher, el jugador viaja a través de cuatro eras, colectando cuatro tablas para liberar el verdadero poder de la primera. El jugador se enfrenta a la elección de qué hacer una vez desbloqueado el poder. Dependiendo de las decisiones del jugador con respecto a la tabla, hay varios posibles finales para el juego. Viajar a la isla de Myst sin la tabla causará que Esher abandone airadamente al jugador en la era sin salida. Si se le da la tabla a Esher, este le explicará su deseo de utilizar el poder para la dominación, y dejará al jugador atrapado. La única opción buena es dar la tabla a los Bahroy de ese modo poner fin a su esclavitud. Al llegar a Releeshan, la era-hogar de los D'ni, Yeesha y un viejo Atrus dan las gracias al jugador y habla de un nuevo capítulo en la historia de los D'ni; Esher es entregado a la Bahro. El juego termina en una vista de Releeshan.

## Desarrollo
Robyn y Rand Miller, los creadores de Myst, no estaban de acuerdo con la idea de crear una continuación para Riven. Sin embargo, los derechos de publicación de la serie más tarde fueron trasladadas a Ubisoft, que había encargado dos secuelas: Myst III: Exile y Myst IV: Revelation. Myst V: End of Ages se anunció oficialmente en la MacWorld Expo 2005 por el desarrollador de Myst y Riven, Cyan Worlds. En el anuncio, Cyan dijo que el juego sería la última entrega de la serie.
Considerando que la mayoría de los títulos anteriores de Myst había renunciado a gráficos 3D renderizados en tiempo real a favor de entornos interactivos pre-renderizados, Rand Miller decidió que la tecnología había avanzado lo suficiente al punto de que las eras podrían utilizar gráficos generados en tiempo real sin sacrificar la inmersión del jugador. "Durante los años, los juegos Myst se han hecho cada vez más sofisticados, lo que es posible observar en Myst V, donde se ofrecen sorprendentes gráficos de modo que los jugadores pueden caminar a través de las eras sin la limitación de los nodos, ofreciendo una mayor libertad en el juego", declaró Miller en una entrevista. Miller destacó que el objetivo del juego sigue siendo para los jugadores la posibilidad de sumergirse en los mundos alternos de Myst.
End of Ages tiene un enfoque particular en hacer el juego más accesible para los juagadores no acostumbrados a sus puzles. Aprendiendo sobre el esquema de controles usado en otro juego de la saga (un remake del original titulado realMyst), Cyan decidió desarrollar varios métodos de control para permitir que nuevos jugadores aprendan rápidamente los controles, así como proporcionar una interfaz familiar para los veteranos de la franquicia. Miller quería hacer un cambio significativo respecto de anteriores juegos de la serie, lo que resultó en dejar el destino de los personajes en manos del jugador. Cuando se le preguntó por el final, explicó Miller, "El futuro de la civilización se ha reducido a este punto, y las decisiones que tomes determinaran a dónde irá."
En las anteriores partes de la saga, se habían usado fondos verdes para insertar secuencias de vídeo en los juegos. End of Ages, en cambio, usó personajes generados por computadora, pero Cyan no quería perder la calidez y la sensación proporcionada por medio de un agente en vivo. Entonces Cyan decidió capturar los rostros de los actores en vídeo mientras leían sus líneas. El vídeo fue manipulado y usado como una textura facial que fue usada en el montaje 3D. También se usaron capturas de movimiento para proporcionar más vida a los personajes. Miller fue entrevistado, afirmando que End of Ages podría ser el mejor juego de la serie, "eso se siente bien" declaró.

### Audio
El compositor Tim Larkin, el director y diseñador de sonido y audio en Cyan, que anteriormente había trabajado en realMyst y Uru: Ages Beyond Myst, fue el encargado de la parte musical de Myst V: End of Ages. Larkin dijo que mientras que los juegos anteriores de Myst se habían limitado por las tecnologías que se disponían en ese entonces, la tecnología actual permite que End of Ages tenga un medio ambiente más dinámico, con la evolución de la música con diversos efectos de sonido lo que logra una experiencia más envolvente e inmersiva del juego. Un reto importante en la escritura de la música es la flexibilidad que se debe lograr para adaptarse a los sucesos no lineales del juego. "Los juegos son experiencias totalmente interactivas", explicó Larkin, “No es el jugador recorriendo un camino, no puedes contar con que esté en cierto lugar en un momento dado. No puedo escribir música para que el jugador haga esto o aquello. Un jugador puede oír la señal y elegir el otro camino!” Larkin ha tenido que alejarse de lo que había aprendido como compositor y músico de jazz, escribiendo piezas con un claro principio y final, a favor de una música desestructurada y sin “arco”. Larkin admitió que algunos fanes de Myst hubieran preferido un estilo musical similar al que Robyn Miller usó para Myst, pero respondió diciendo que a veces hay cambios y que los jugadores encontrarán cosas de su gusto en la nueva banda sonora si mantienen una mentalidad abierta.
Debido a un presupuesto ajustado, Larkin no pudo contratar a una orquesta para realizar la música, así que todos los instrumentos en la banda sonora, a excepción de la propia trompeta de Larkin, son por computadora. Larkin utilizó una variedad de sintetizadores, samplers y computadoras para crear las partituras, que usó en su estudio y en las oficinas de la Cyan. La banda sonora fue lanzado en formato de CD el 25 de octubre de 2005.
- Datos: Q1906639